# Oblast Archangelsk
Koordinaten: 63° 42′ N, 43° 12′ O
Die Oblast Archangelsk (russisch Архангельская область Archangelskaja oblast) ist eine Oblast in Nordwestrussland.
Die Oblast liegt am Weißen Meer und umfasst auch die Inselgruppen Nowaja Semlja und Franz-Josef-Land. Sie beinhaltet den Autonomen Kreis der Nenzen. Im Osten grenzt sie an die Republik Komi, im Westen an die Republik Karelien und im Süden an die Oblaste Wologda und Kirow.
Die Oblast liegt im Norden der Osteuropäischen Ebene und ist durch polares Klima mit strengen Wintern und kühlen Sommern gekennzeichnet. Wichtigster Fluss ist die Nördliche Dwina, andere Flüsse sind Onega und Mesen.
Die russische Besiedlung des Gebietes, in dem vorher finno-ugrische Stämme lebten, begann im 11. und 12. Jahrhundert. Mit der Gründung von Archangelsk durch Iwan den Schrecklichen im Jahre 1584 begann sich der Handel zu entwickeln, da es die erste Hafenstadt Russlands war.
Die Region ist reich an Bodenschätzen (Erdöl, Erdgas und Diamanten), andere wichtige Wirtschaftszweige sind die Rüstungsindustrie, die Holzverarbeitung und der Fischfang. Auch der Tourismus nimmt eine kleine Rolle ein. Die nördliche Lage nur wenig südlich des Polarkreises erlaubt kaum landwirtschaftlichen Anbau, lediglich 1,3 Prozent des Gebiets werden landwirtschaftlich genutzt.
Wichtigste Städte sind Archangelsk, Sewerodwinsk und Kotlas. In Sewerodwinsk befindet sich eine große Werft für Kriegsschiffe. In Plessezk liegt das – neben Baikonur in Kasachstan – wichtigste russische Raketenstart- und Raumfahrtzentrum. Bekannt ist außerdem das Solowezki-Kloster im Weißen Meer, das lange Zeit ein wichtiges Zentrum des orthodoxen Christentums in Nordrussland war und heute zum UNESCO-Weltkulturerbe zählt.

## Verwaltungsgliederung und Städte
Die Oblast Archangelsk gliedert sich in 21 Rajons, 7 Stadtkreise sowie die beiden Inselterritorien (островные территории) Franz-Josef-Land und die Victoria-Insel. Die beiden wichtigsten und sogleich einzigen Großstädte der Oblast sind Archangelsk sowie Sewerodwinsk. Insgesamt gibt es in der Oblast Archangelsk 13 Städte und 15 Siedlungen städtischen Typs.
| Name         | Russisch     | Einwohner (14. Oktober 2010) |
| ------------ | ------------ | ---------------------------- |
| Archangelsk  | Архангельск  | 348.783                      |
| Sewerodwinsk | Северодвинск | 192.353                      |
| Kotlas       | Котлас       | 60.562                       |
| Nowodwinsk   | Новодвинск   | 40.615                       |
| Korjaschma   | Коряжма      | 39.641                       |
| Mirny        | Мирный       | 30.280                       |
| Welsk        | Вельск       | 23.885                       |
| Njandoma     | Няндома      | 22.356                       |
| Onega        | Онега        | 21.359                       |

## Bevölkerung
Im Jahr 1897 hatten hier auf einer Fläche von 858.930 km² (einschließlich einer zugehörigen Insel) 347.560 Personen gelebt.
Die Bevölkerung beträgt 989.434 im Jahr 2025.
| Nationalität    | VZ 2002   | Prozent | VZ 2010   | Prozent |
| --------------- | --------- | ------- | --------- | ------- |
| Russen          | 1.258.938 | 94,19   | 1.148.821 | 93,58   |
| Ukrainer        | 27.841    | 2,08    | 16.976    | 1,38    |
| Nenzen          | 8.326     | 0,62    | 8.020     | 0,65    |
| Belarussen      | 10.412    | 0,78    | 5.810     | 0,47    |
| Komi            | 5.745     | 0,43    | 4.583     | 0,37    |
| Aserbaidschaner | 3.034     | 0,23    | 2.605     | 0,21    |
| Tataren         | 3.283     | 0,25    | 2.335     | 0,19    |
| Tschuwaschen    | 1.874     | 0,14    | 1.357     | 0,11    |
| Armenier        | 1.159     | 0,09    | 1.042     | 0,08    |
| Deutsche        | 1.571     | 0,12    | 848       | 0,07    |
| Einwohner       | 1.336.539 | 100,00  | 1.227.626 | 100,00  |

Anmerkung: die Anteile beziehen sich auf Gesamtzahl der Einwohner. Also mitsamt dem Personenkreis, der keine Angaben zu seiner ethnischen Zugehörigkeit gemacht hat (2002 2.212 resp. 2010 25.682 Personen)
Die Bevölkerung des Gebiets besteht heute also fast komplett aus Russen. Die Ukrainer sind die einzige nennenswerte ethnische Minderheit in der Oblast Archangelsk. Einheimische Völker wie die Nenzen und die Komi bilden kleine Anteile an der Gesamteinwohnerschaft.

## Geschichte

### Gründung des Klosters
Die erste Erwähnung des heutigen Archangelsker Gebietes findet sich in der Heimskringla. Dort wird erzählt, wie Erik Blutaxt im Jahre 918 nach Bjarmaland fuhr. Wie es heißt, kämpfte er in einer großen Schlacht an der Dwina und kehrte siegreich nach Hause zurück. 970 fuhr auch Harald Graufell über das Weiße Meer nach Bjarmaland und schlug dort ebenfalls eine siegreiche Schlacht. Im 12. Jahrhundert gründeten Nowgoroder Mönche am Anfang des Dwina-Deltas das Erzengel-Michael-Kloster. Sie legten im Auftrag des Erzbischofs Johannes auch eine kleine Siedlung daneben an.

### Nowgorod gegen Norwegen
Nowgorod dehnte aufgrund seiner geografischen Lage seinen Einfluss während der folgenden Jahrhunderte vor allem nach Norden aus. So gerieten bald die Grenzen des Fürstentums an jene des Königreiches Norwegen, welches ebenfalls Einfluss über die Region haben wollte. Die beiden Staaten gerieten miteinander in Konflikt um den Pelzhandel und die davon abhängenden Steuereinnahmen. Das führte schließlich im Jahr 1411 zum offenen Krieg, als die Nowgoroder in die norwegische Finnmark eindrangen. Es folgten mehrere Kriegsjahre, bevor 1419 norwegische Schiffe im Weißen Meer einliefen und viele russische Siedlungen plünderten, auch das Kloster an der Dwina. Die Nowgoroder behielten aber im Dwina-Gebiet die Oberhand, bis die Stadt am Wolchow im Jahr 1478 von den Moskowitern erobert wurde. Der Mongolensturm, der ab dem 13. Jahrhundert über Russland hereinbrach, betraf die Region nicht.

### Die erste Hafenstadt Russlands
Nachdem Richard Chancellor und die Muscovy Company den Handel mit Russland begonnen und entwickelt hatten, wurde bald die Anlegestelle am Erzengel-Kloster zum wichtigsten Umschlagplatz des russischen Außenhandels. Iwan IV. beauftragte die Generäle Pjotr Afanassjewitsch Naschtschokin und Zaleschanin Nikiforow Wolochow mit dem Bau einer Festung um das Kloster und einer Siedlung für die Fischer und Kaufleute. Am 4. März 1583 wurde die neue Siedlung gegründet und im darauf folgenden Jahr stellte man die Befestigungen fertig. In Anlehnung an die alte Handelsstation Cholmogory, die einst der Mittelpunkt der Gegend gewesen war, nannte man die Stadt Nowocholmogory. Im Jahre 1613 erhielt die Stadt nach dem Erzengel-Kloster ihren neuen Namen: Archangelsk, die Erzengelstadt.

### Das 17. Jahrhundert und Peter der Große
Im Jahre 1667 zerstörte ein Brand die vorwiegend hölzerne Stadt, woraufhin diese nahezu komplett neu aufgebaut wurde. 1693 kam Peter I., später „der Große“ genannt, nach Archangelsk und gründete dort die Russische Admiralität, der die hier zu schaffende russische Kriegs- und Handelsflotte künftig unterstehen sollte. Die Werft verlegte er auf die Insel Solombala, damit sie dort expandieren könne. Im Juni 1694 lief in Solombala das erste Handelsschiff, die Sankt Paul vom Stapel. Peter der Große kam erneut in die Stadt und erließ ihr ein Handelsmonopol für die wichtigsten Außenhandelsgüter. In den Jahren 1655 bis 1660 tobte der Schwedisch-Polnische Krieg, an dem Russland nur gering beteiligt war. Die Russen griffen damals das schwedische Livland an, wurden von dort aber wieder vertrieben. Seit dieser Zeit bestand eine Rivalität zwischen den beiden Mächten, die zur Jahrhundertwende 1700 eine neue Qualität erfuhr, als die schwedische Marine Manöver im Weißen Meer durchführte, welches zum russischen Einflussgebiet zählte. Peter der Große nahm das zum Anlass, die Städte an der Dwina besser zu befestigen und befahl außerdem den Bau der neuen Festung Nowodwinsk, der 1701 begonnen wurde. Im Jahr zuvor bereits hatte der schwedische König Karl XII. begonnen, gegen Russlands Verbündeten Dänemark vorzugehen und damit den Großen Nordischen Krieg entfacht. Am 25. Juni wurde Nowodwinsk bereits zum ersten Mal angegriffen. Die Festung war noch lange nicht fertiggestellt, hielt aber stand. Im Jahr 1705 vollendete man die Bauarbeiten.

### Der Große Nordische Krieg
Während des Krieges, der Archangelsk nach dem erfolglosen schwedischen Angriff auf die Festung Nowodwinsk verschonte, wurde die Stadt 1702 vom Zaren zur neuen Hauptstadt des Pomorengebietes, also Nordrusslands, erklärt. Diese Position hatte zuvor Cholmogory inne. Am 18. Dezember 1708 ging das Pomorengebiet in das neu geschaffene Gouvernement Archangelgorod über, eine von acht russischen Gouvernements. 1712 wurde die während des Nordischen Krieges gegründete Stadt Sankt Petersburg an der Newa zur neuen Hauptstadt erklärt. Mit ihrem Ostseehafen lag die neue Hauptstadt weitaus näher am westeuropäischen Markt und aus diesem Grund verlor Archangelsk allmählich seine überragende Stellung als Umschlagplatz. Im Jahr 1719 schließlich wurde das Handelsmonopol aufgehoben.

### Niedergang und Auferstehung
Aus diesen Gründen, und auch weil der Hafen von Archangelsk nahezu ein halbes Jahr lang zugefroren ist, verlor die Stadt rasch an Bedeutung. Während der Napoleonischen Kriege wurde jedoch über ganz Europa die sogenannte Kontinentalsperre verhängt. Archangelsk – traditionell stark mit Großbritannien verbunden – war der einzige russische Hafen, über den noch Import und Export abgewickelt wurden, womit später Napoleon seinen Angriff auf Russland begründete. Im 19. Jahrhundert wurde die Eisenbahn von Archangelsk nach Moskau fertiggestellt, und der Hafen wurde wieder wichtiger für das Zarenreich. In den folgenden Jahren starteten fast alle Polarexpeditionen vom Hafen an der Dwina.

### Erster Weltkrieg
Im Ersten Weltkrieg wurde Russland von seinen Verbündeten über Archangelsk mit Nachschub an Waffen, Munition und Nahrung versorgt. Nach der Oktoberrevolution und im Bürgerkrieg von 1918 bis 1921 war die Stadt in der Hand der Weißgardisten und später der Amerikaner, die erst gegen Ende des Krieges vertrieben werden konnten.

### Sowjetunion
Nach dem Sieg der Bolschewiki und dem Tod Lenins wurde  Archangelsk zu einem wichtigen Bestandteil des unionsweiten Systems der Arbeitslager, genannt GULag. Die Solowezki-Inseln und einige Lager auf dem Festland südlich von Sewerodwinsk waren zur „besonderen Verwendung“ (SLON) vorgesehen und wurden als erste sowjetische Lager des Gulag schon in den 1920er-Jahren eröffnet. Am 23. September 1937 wurde die Nördliche Oblast geteilt und es entstanden die Oblaste Wologda und Archangelsk. Der zur Nördlichen Oblast gehörende Nationale Kreis der Nenzen (heute Autonomer Kreis der Nenzen) wurde dabei der Oblast Archangelsk unterstellt.
Archangelsk war während der gesamten Kampfhandlungen des Zweiten Weltkrieges der wichtigste Nachschubhafen, über den die Westalliierten die Sowjetunion mit Nahrung und Waffen versorgten.
In den 1950er-Jahren stationierte man in Archangelsk die Atomeisbrecherflotte des Nordmeeres, während die Atom-U-Boote in Murmansk vor Anker lagen.
Bei der Schaffung der Föderationskreise 2000 wurde die Oblast dem Föderationskreis Nordwestrussland unterstellt.